# Saint-Renan
Saint-Renan (en bretó Lokournan) és un municipi francès, situat a la regió de Bretanya, al departament de Finisterre. L'any 2007 tenia 8.023 habitants. En 2008 el 0,82% dels alumnes de primària anaven a escoles bilingües.

## Demografia
| 1962                                       | 1968  | 1975  | 1982  | 1990  | 1999  |
| ------------------------------------------ | ----- | ----- | ----- | ----- | ----- |
| 3.232                                      | 3.683 | 4.550 | 5.542 | 6.576 | 6.818 |
| Des de 1962: població sense dobles comptes |       |       |       |       |       |

## Administració
| Període | Identitat        | Partit        |
| ------- | ---------------- | ------------- |
| 2001-   | Bernard Foricher | Divers droite |

## Personatges
- Nolwenn Leroy, cantant.